# Пітер Галлагер
Пі́тер Кілліан Га́ллагер (англ. Peter Killian Gallagher; нар.19 серпня 1955, Армонк, Нью-Йорк, США) — американський актор, музикант і письменник. За свою кар'єру знявся у великій кількості голлівудських фільмів. 

## Біографія
Народився 19 серпня 1955 року у сім'ї Мері-Енн і Томаса Френсіса Галлагерів у невеликому містечку Армонк, розташованому на території американського штату Нью-Йорк. Батько був рекламним керівником, а мама вченим-мікробіологом. Успадкувавши від батьків ірландське походження, виховувався в католицьких традиціях. 
Закінчив середню школу Байрам Гілс і продовжив навчання в Массачусетсі, ставши студентом університету Тафтса. Саме за часів студентства майбутній актор і захопився театром. У складі університетської театральної трупи брав участь у безлічі постановок. Крім того, він брав участь у шоу-мюзиклах відомого композитора Стівена Сондгайма та співав у чоловічій акапельній групі під назвою «The Beelzebubs».
Перші пропозиції про зйомки в кіно актор став отримувати ще наприкінці сімдесятих років, але його повноцінний дебют відбувся у 1980 році, коли він зіграв одну з провідних ролей у картині режисера Тейлора Гекфорда «Творець кумирів». Через два роки йому дісталася головна роль у комедійній мелодрамі Рендала Клайзера «Літні коханці». Акторська кар'єра пішла вгору. До початку дев'яностих років, він виконав понад п'ятнадцять ролей у кіно, деякі з яких для телебачення. У його списку того періоду числяться такі фільми як телевізійна драма Джозефа Сарджента «Грізний Джо Моран», картина в жанрі фентезі «Казкова дитина», драматична кінострічка режисера Конні Кайзермана «Моя маленька дівчинка», містична картина Ніла Джордана «Вищі духи » та ряд телесеріалів.
Після того, як актор зобразив персонажа на ім'я Джон у драмі «Секс, брехня і відео» 1989 року, режисером якої виступив знаменитий Стівен Содерберг, Пітер Галлагер опинився на Бродвеї. У 1992 році бродвейська постановка «Хлопці та ляльки» збирала значну кількість глядачів і досить позитивні відгуки критиків. Втім, і як актор кіно він також залишався затребуваним. Протягом наступних п'ятнадцяти років він активно знімався і зіграв у понад п'ятдесят картин різних жанрів. Найбільш яскравими фільмами Галлагера є комедія 1993 року «Дивись на це», психологічний трилер 1996 року «Останній танець», телевізійна фантастична кінострічка 1998 року «Віртуальна одержимість», фільм жахів 1999 року «Будинок нічних примар», мелодрама 2009 року «Адам» та фільм Роберто Фаенци «Одного разу цей біль принесе тобі користь», який побачив світ у 2011 році.

## Фільмографія
| Рік  | Назва                                     | Оригінальна назва                          | Примітки                |
| ---- | ----------------------------------------- | ------------------------------------------ | ----------------------- |
| 1980 | Творець кумирів                           | The Idolmaker                              |                         |
| 1982 | Літні коханці                             | Summer Lovers                              |                         |
| 1985 | Dreamchild                                | Dreamchild                                 |                         |
| 1986 | Моя маленька дівчинка                     | My Little Girl                             |                         |
| 1988 | Вищі духи                                 | High Spirits                               |                         |
| 1988 | Я буду вдома на Різдво                    | I'll Be Home for Christmas                 |                         |
| 1989 | Секс, брехня і відео                      | Sex, Lies, and Videotape                   |                         |
| 1990 | Налаштуйте радіоприймачі завтра...        | Tune in Tomorrow...                        |                         |
| 1991 | Кабінет доктора Раміреса                  | The Cabinet of Dr. Ramirez                 |                         |
| 1991 | Мілена                                    | Milena                                     |                         |
| 1991 | Спізнілі до обіду                         | Late for Dinner                            |                         |
| 1992 | Боб Робертс                               | Bob Roberts                                |                         |
| 1992 | Гравець                                   | The Player                                 |                         |
| 1993 | Здатна на все                             | Malice                                     |                         |
| 1993 | Короткі історії                           | Short Cuts                                 |                         |
| 1993 | Дивись на це                              | Watch It                                   |                         |
| 1994 | Мамині діти                               | Mother's Boys                              |                         |
| 1994 | Мисіс Паркер і порочне коло               | Mrs. Parker and the Vicious Circle         |                         |
| 1994 | Підручний Хадсакера                       | The Hudsucker Proxy                        |                         |
| 1995 | Клубне товариство                         | Cafe Society                               |                         |
| 1995 | Поки ти спав                              | While You Were Sleeping                    |                         |
| 1995 | Underneath                                | Underneath                                 |                         |
| 1996 | Джилліан на день народження               | To Gillian on Her 37th Birthday            |                         |
| 1996 | Останній танець                           | Last Dance                                 |                         |
| 1997 | Людина, яка знала надто мало              | The Man Who Knew Too Little                |                         |
| 1998 | Джонні Стерв'ятник                        | Johnny Skidmarks                           |                         |
| 1999 | Будинок нічних примар                     | House on Haunted Hill                      |                         |
| 1999 | Краса по-американськи                     | American Beauty                            |                         |
| 2000 | Авансцена                                 | Center Stage                               |                         |
| 2000 | Голоси                                    | Other Voices                               |                         |
| 2001 | Захист                                    | Protection                                 |                         |
| 2001 | Парфум                                    | Perfume                                    |                         |
| 2002 | Пригоди Хлопчика з пальчик і Дюймовоньки  | The Adventures of Tom Thumb and Thumbelina | Мультфільм, озвучування |
| 2003 | Як бути                                   | How to Deal                                | у титрах не зазначено   |
| 2008 | Авансцена 2                               | Center Stage: Turn It Up                   |                         |
| 2009 | Адам                                      | Adam                                       |                         |
| 2009 | Вояки                                     | The War Boys                               |                         |
| 2010 | Бурлеск                                   | Burlesque                                  |                         |
| 2010 | Вирок                                     | Conviction                                 |                         |
| 2011 | Одного разу цей біль принесе тобі користь | Someday This Pain Will Be Useful to You    |                         |
| 2012 | Крок уперед 4                             | Step Up Revolution                         |                         |
| 2017 | Дуже погані матусі 2                      | A Bad Moms Christmas                       |                         |
| 2019 | Після                                     | After                                      |                         |

### Телебачення
| Рік       | Назва                          | Оригінальна назва               | Примітки                 |
| --------- | ------------------------------ | ------------------------------- | ------------------------ |
| 1979      | Дороговказне світло            | Guiding Light                   |                          |
| 1980      | Skag                           | Skag                            | 6 епізодів               |
| 1982—1988 | Американський гральний клуб    | American Playhouse              |                          |
| 1984      | ABC Weekend Specials           | ABC Weekend Special             | Мультсеріал, епизод 7x3  |
| 1984      | Грізний Джо Моран              | Terrible Joe Moran              |                          |
| 1987      | Private Eye                    | Private Eye                     | Епізод 1x5               |
| 1987      | Довгий день відходить у ніч    | Long Day's Journey into Night   |                          |
| 1988      | The Caine Mutiny Court-Martial | The Caine Mutiny Court-Martial  |                          |
| 1988      | Вбивство Мері Феган            | The Murder of Mary Phagan       |                          |
| 1988      | Я буду вдома на Різдво         | I'll Be Home for Christmas      | Телефільм                |
| 1990      | Любов і брехня                 | Love and Lies                   | Телефільм                |
| 1991      | Незручна жінка                 | An Inconvenient Woman           | Телефільм                |
| 1992      | Сценарій                       | Screenplay                      | епізод 7x10              |
| 1993      | Fallen Angels                  | Fallen Angels                   | Епізод 1x4               |
| 1994      | Біла миля                      | White Mile                      | Телефільм                |
| 1996      | Титанік                        | Titanic                         | Телефільм                |
| 1997      | Шлях до раю                    | Path to Paradise                | Телефільм                |
| 1998      | Таємне життя чоловіків         | The Secret Lives of Men         | 13 епізодів              |
| 1998      | Віртуальна одержимість         | Virtual Obsession               | Телефільм                |
| 1998      | Дивовижний новий світ          | Brave New World                 | Телефільм                |
| 1998      | Супермен                       | Superman                        | Мультсеріал, епізод 3x1  |
| 1998      | Homicide: Life on the Street   | Homicide: Life on the Street    | Епізод 6x9               |
| 1999      | Братство вбивць                | Brotherhood of Murder           | Телефільм                |
| 2000      | American Experience            | American Experience             | Епізод 12x15             |
| 2000      | Остання дискусія               | The Last Debate                 | Телефільм                |
| 2000      | Cupid & Cate                   | Cupid & Cate                    | Телефільм                |
| 2001      | Гріфіни                        | Family Guy                      | Епізод 3x7               |
| 2001      | Свято всіх святих              | The Feast of All Saints (novel) | Телефільм                |
| 2001—2002 | Page to Screen                 | Page to Screen                  | 1 епізод                 |
| 2003      | Повість про двох дружин        | A Tale of Two Wives             | Телефільм                |
| 2003—2007 | Чужа сім'я                     | The O.C.                        | У 91 епізоді             |
| 2006      | Робоцип                        | Robot Chicken                   | Мультсеріал, епізод 2x8  |
| 2007      | The Gathering                  | The Gathering                   |                          |
| 2008      | Акула                          | Shark                           | Епізод 2x12              |
| 2009      | Секс і Каліфорнія              | Californication                 | У 8 епізодах 3-го сезону |
| 2010      | Врятуй мене                    | Rescue Me                       | 7 епізодів               |
| 2010      | Covert Affairs                 | Covert Affairs                  | 40 епізодів              |
| 2011—2012 | Вітні                          | Whitney                         | Епізоди 1x10, 1x22       |
| 2012      | Як я зустрів вашу маму         | How I Met Your Mother           | епізод 8x11              |

## Премії та нагороди
- Венеційський кінофестиваль, 1993 рік

- Переможець: Кубок Вольпі за найкращий акторський ансамбль («Короткий монтаж»)